# لاري ميرلو
لاري ميرلو (بالإنجليزية: Larry Merlo)‏ هو كبير الإداريين التنفيذيين أمريكي، ولد في 1956 في بيتسبرغ في الولايات المتحدة.